# استان دیرالبلح
استان دیرالبلح (به عربی: محافظة دير البلح) یکی از ۱۶ استان فلسطین در نوار غزه است که توسط دولت فلسطین اداره می‌شود. براساس داده‌های اداره مرکزی آمار فلسطین در سال ۲۰۰۶ میلادی جمعیت آن ۲۰۸٬۷۱۶ تن بوده است.
مرکز این استان، شهر دیر البلح است.

## شهرها
- دیر البلح (مرکز استان)

## شهرداری‌ها
- الزوایده